# Spider-Woman (série télévisée d'animation)
Spider-Woman est une série télévisée d'animation américaine en seize épisodes de 25 minutes basée sur le personnage de Spider-Woman, produite par DePatie-Freleng Enterprises et Marvel Comics Animation (toutes les deux étant la propriété de Marvel Entertainment) et diffusée du 22 septembre 1979 au 5 janvier 1980 sur le réseau ABC. Elle a également été la dernière série de DePatie-Freleng avant son incorporation dans Marvel Productions.
En France, elle est sortie en vidéo en 1984.

## Synopsis
Dans son enfance, Jessica a été mordue par une araignée venimeuse. Son père (un savant) l'a sauvée en lui injectant un « sérum d'araignée » expérimental, lequel lui a également donné des pouvoirs surhumains. Devenu adulte, Jessica est la rédactrice en chef du journal Justice Magazine. Elle a pour collaborateur Billy, son neveu adolescent, et le photographe Jeff. Lorsque survient un problème, Jessica s'éclipse pour se transformer secrètement en Spider-Woman.

## Distribution

### Voix originales
- Joan Van Ark : Spider-Woman / Jessica Drew
- Bryan Scott : Billy Drew
- Larry Carroll : détective Miller
- Bruce Miller : Jeff Hunt
- Lou Krugman : Police Chief
- John Mayer : Spider-Man
- Vic Perrin
- Tony Young
- John Milford
- Ilene Latter
- Karen Machon
- Dick Tufeld : narrateur d'ouverture
- Lennie Weinrib : narrateur de clôture
- Paul Winchell

### Voix françaises
- Francine Lainé : Spider-Woman
- José Luccioni : Jeff
- Thierry Bourdon : Billy
- Jacques Ferrière : le narrateur, Dracula, rôles secondaires
- Catherine Lafond : l'Amazone
- Jean-Henri Chambois : rôles tiers

## Épisodes
1. Pyramids of Terror (Fr. "Pyramides de la Terreur").
2. Realm of Darkness (Fr "Royaume des ténèbres").
3. The Amazon Adventure (Fr. "Les Amazones").
4. The Ghost Vikings (Fr "Les Fantômes Vikings")
5. The Kingpin Strikes Again (Fr "La cheville ouvrière frappe à nouveau").
6. The Lost Continent (Fr "Le Continent perdu").
7. The Kongo Spider (Fr "L'Araignée Kongo").
8. Games of Doom (Fr "Jeux de Doom").
9. Shuttle to Disaster (Fr "Navette en cas de catastrophe").
10. Dracula's Revenge (fr. "La Revanche de Dracula").
11. The Spider-Woman and the Fly (Fr. "Le Femme Araignée et la mouche").
12. Invasion of the Black Hole (fr "Invasion").
13. The Great Magini (Fr "Le Grand Magini").
14. A Crime In Time (Fr. "Un crime dans le Temps").
15. Return of the Spider-Queen (Fr. "Le Retour de la Reine araignée")
16. The Deadly Dream (Fr. "Un rêve Mortel").